# 真鶴産業活性化センター

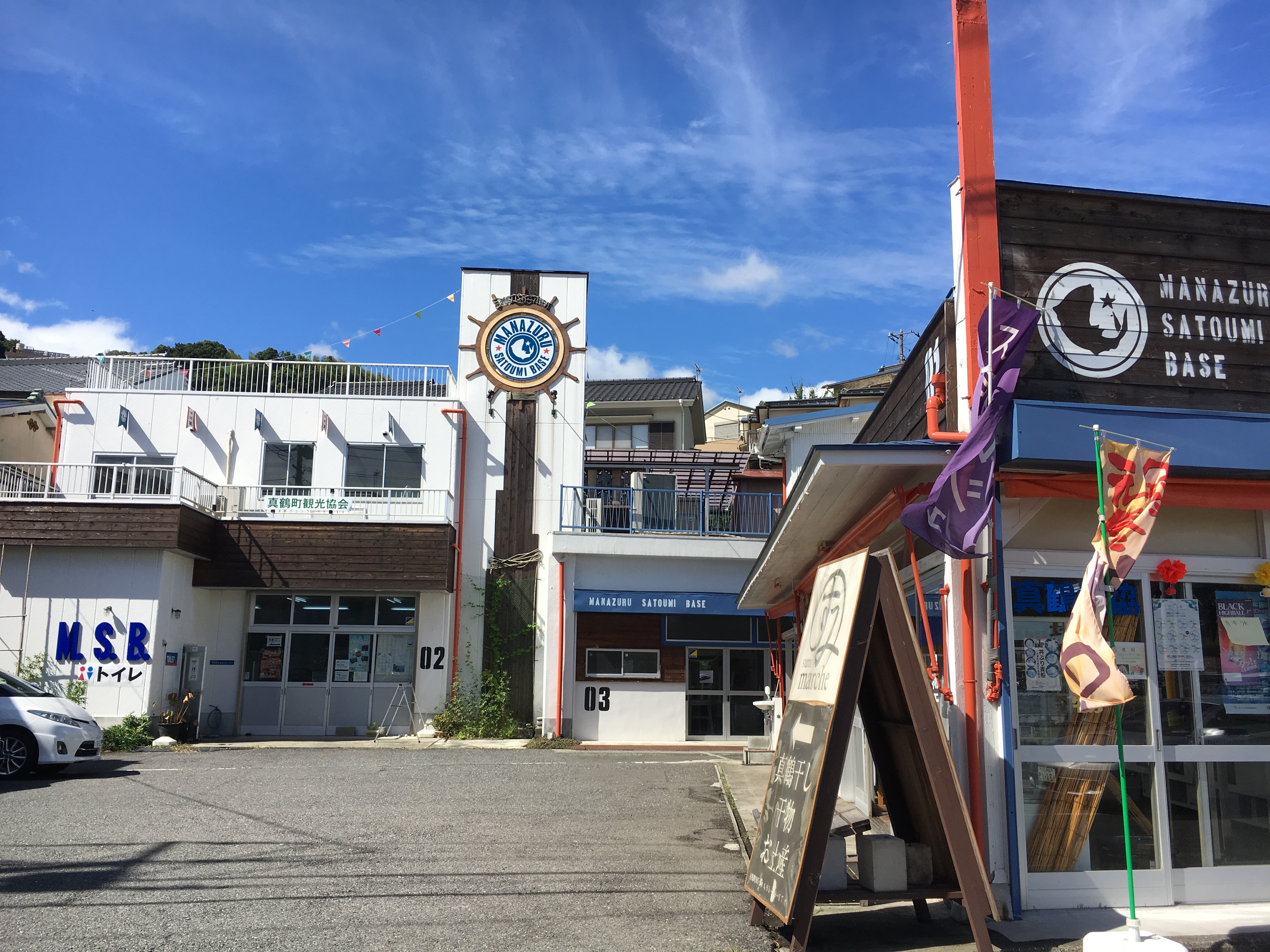
まなづる里海BASE

真鶴産業活性化センター（まなづるさんぎょうかっせいかセンター）は、神奈川県足柄下郡真鶴町にある町営の施設。真鶴町の運営で通称まなづる里海BASEと呼ばれており、まちの駅・道の駅とは異なる。

## 概要

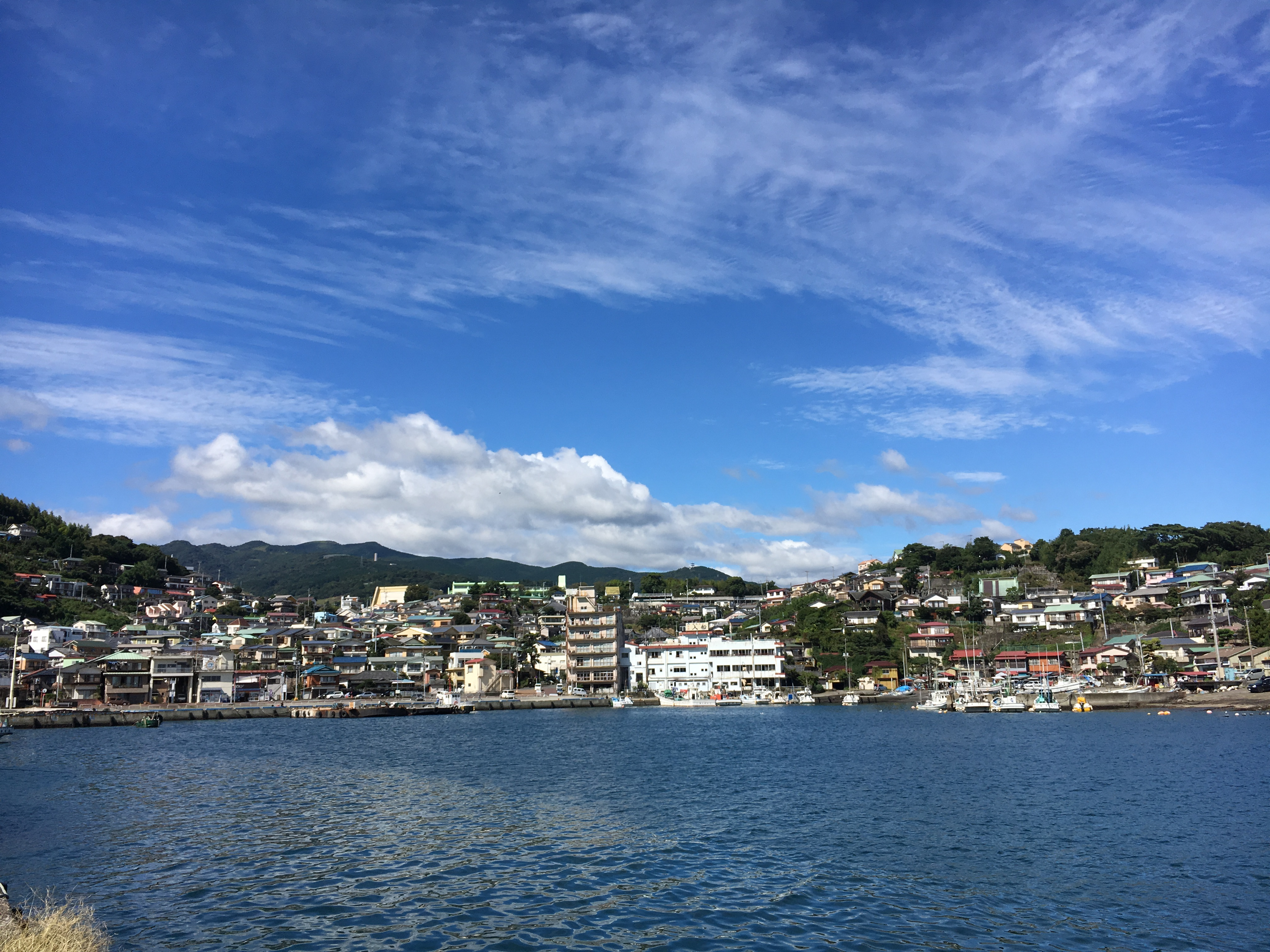
真鶴漁港

真鶴町の真鶴漁港の目の前に位置し、真鶴町観光協会、店舗が入り、地場産業の振興及び地域の活性化を推進する拠点となっている。
2014年（平成26年）12月に真鶴産業活性化センターとして設置された。

## 施設
- 駐車場
  - 5台
- トイレ
  - あり
- 里海BASE広場
- 店舗
- 真鶴港岸壁広場
- イベント用提携エリア

### 管理団体
- 真鶴町

## 休館日
- 年中無休

## アクセス
- 東京方面から国道135号真鶴駅前を左折、神奈川県道739号真鶴半島公園線沿い真鶴港方面3分（1.2ｋｍ）
- 東海道線真鶴駅から箱根登山バスまたは伊豆箱根バス「西浜」停留所下車または徒歩15分

## 周辺
- 神奈川県立真鶴半島自然公園
- 箱根ジオパーク（真鶴エリア）
- 魚座　真鶴港・魚市場のレストラン
- 真鶴半島遊覧船
- しとどの窟（しとどのいわや）・源頼朝船出の浜 - 石橋山の戦いの挙兵に失敗した源頼朝が隠れ、後、房総へ退避した。
  - 品川台場礎石の碑（同地内）
- 道祖神巡り
- 中川一政美術館